# Майнхер IV фон Майсен
Майнхер IV фон Майсен (на немски: Meinher IV, Burggraf von Meissen; * 1246; † 30 август 1303 или 30 август 1308) е бургграф на Майсен.
Той е син на Майнхер III фон Майсен († 1297) и съпругата му фон Лобдебург-Арншаугк († пр. 1317), дъщеря на Хартман фон Лобдебург-Бергов († сл. 1237) и маркграфиня Кристина фон Майсен († сл. 1251), дъщеря на маркграф Албрехт I Горди фон Майсен († 1195) и София от Бохемия († 1195), дъщеря на херцог Фридрих от Бохемия († 1189), син на крал Владислав II от Бохемия († 1174). Потомък е на Херман Щеркер фон Волсбах († ок. 1171).
Сестра му Гертруд фон Майсен († 1321) е омъжена за бургграф Ото III фон Дона († сл. 1321).

## Фамилия
Майнхер IV фон Майсен се жени за София († 4 март 1313/19 октомври 1317, погребана в Алтенцеле) и има с нея пет деца:
- Херман III фон Майсен († 9 март 1351), бургграф на Майсен, граф на Хартенщайн, женен за Вилибирг фон Кверфурт-Магдебург († 20 октомври 1336), дъщеря на бургграф Бурхард VIII фон Кверфурт-Магдебург († сл. 1313), внучка на бургграф Бурхард VI (X) фон Кверфурт, бургграф на Магдебург († 1273/1278)
- Майнхер фон Майсен-Хартенщайн († ок. 1355)
- Алберт фон Майсен († сл. 1319)
- Агнес фон Майсен († сл. 1317), омъжена за бургграф Албрехт II фон Лайзниг († 1308)
- София фон Майсен († сл. 1350), омъжена за Борзо фон Ризенбург († сл. 1389)